# Justine Saunders
Justine Florence Saunders (née le 20 février 1953 – morte le 15 avril 2007) est une actrice australienne  membre des Woppaburra (en). Elle fait également partie des générations volées, ayant été enlevée à sa mère pour être placée dans un couvent de Brisbane alors qu'elle avait 11 ans.
Ayant commencé sa carrière au théâtre, Saunders apparaît par la suite dans de nombreux films et séries télévisées.

## Biographie
Justine Saunders naît le 20 février 1953 à Quilpie, une bourgade rurale située à la limite de zones aborigènes, de l'État de Queensland, dans la partie Ouest de l'Australie. Elle est membre du clan Kanomie de la Great Keppel Island (en), au Queensland.
Enlevée, elle fait partie des générations volées, et est placée de force dans un couvent à l'âge de 11 ans. Sa mère n'a pas de nouvelle d'elle pendant 10 ans et passe une bonne partie de ce temps à sa recherche,.
Elle travaille comme secrétaire avant de devenir mannequin. Elle a aussi l'opportunité de devenir interprète sur des scènes théâtrales dans les années 1970. Elle décide d'en faire sa profession et, après le théâtre, elle joue pour la télévision dans Rush en 1974. Elle est cantonnée pendant quelques années à des rôles d'aborigène stéréotypés : « j'ai commencé par jouer les indigènes dévêtues », raconte-t-elle ainsi une vingtaine d'années après ses débuts, « Les cinq premières années de ma carrière, je les ai pratiquement passées en pagne, et je dois avoir les seins les plus familiers du cinéma australien... ». Mais en 1976, elle est remarquée dans le rôle de Rhonda Jackson, un personnage prenant la défense des droits des autochtones australiens dans le soap opera Number 96. Son rôle de la travailleuse sociale Pamela Madigan dans la série Prisoner (en), en 1986, lui vaut également une certaine notoriété. Ceci lui permet d'accéder à des choix de personnages de plus en plus ouverts, dans des films plus ambitieux. Elle joue par exemple dans plusieurs films australiens qui sont sélectionnés pour la compétition cannoise, comme Le Chant de Jimmy Blacksmith réalisé par Fred Schepisi, où elle interprète un rôle secondaire, ou encore, quelques années plus tard, Aux frontières de la ville réalisé par Bruce Beresford, où elle tient cette fois un des rôles principaux.
En 1985, Saunders reçoit l'Aboriginal Artist of the Year award.
En 1991, elle est récompensée de la médaille de l'Ordre d'Australie (OAM) pour son travail dans les arts de la scène, pour le National Aboriginal Theatre et pour son aide à la création du Black Theatre et du Aboriginal National Theatre Trust. Mais elle confie également cette même année 1991 : « J'ai vingt ans de théâtre, de cinéma et de télévision : en tant qu'artiste, artiste noire, je crève d'envie de jouer des personnages de composition. Pas nécessairement la matriarche ou l'aborigène aux mystérieux pouvoirs magiques ».  
En 1999, elle reçoit le Red Ochre Award décerné par l'Australia Council for the Arts (en),.  
En 2000, à l'aide du sénateur autochtone Aden Ridgeway (en), elle rend la médaille pour souligner le désarroi émotionnel vécu par sa mère par le refus de reconnaître l'expression « génération volée » par le gouvernement Howard.
En avril 2007, âgée de 54 ans, Saunders meurt d'un cancer au Hawkesbury District Hospital de Sydney,.

## Filmographie
| Titre                          | Année     | Rôle                                                 |
| ------------------------------ | --------- | ---------------------------------------------------- |
| Rush                           | 1974      | Werowey                                              |
| Essington                      | 1974      |                                                      |
| Ben Hall (en)                  | 1975      | Jununji                                              |
| Lukes Kingdom                  | 1976      | fille autochtone                                     |
| Number 96                      | 1976      | Rhonda Jackson                                       |
| Pig in a Poke                  | 1977      | Maureen                                              |
| The Cake Man                   | 1977      |                                                      |
| The Death Train                | 1978      | femme de Greg                                        |
| The Chant of Jimmie Blacksmith | 1978      | Nancy                                                |
| Against the Wind (en)          | 1978      | Ngilgi                                               |
| Top Mates (en)                 | 1979      |                                                      |
| Skyways (en)                   | 1979      | Helen Smith                                          |
| Women of the Sun               |           | Merida Anderson                                      |
| Silent Reach                   | 1983      | Allison Burnie                                       |
| Chase Through the Night        | 1983      | Mary                                                 |
| Mail Order Bride               | 1984      | Iris                                                 |
| Charleys Web                   | 1986      | Joan Lynch                                           |
| Aux frontières de la ville     | 1986      | Mollie Comeaway                                      |
| Prisoner: Cell Block H (en)    | 1986      | Pamela Madigan                                       |
| À cœur ouvert                  | 1987      | Brenda Dwyer - épisode partie 1 et 2 : Birds of Prey |
| The First Australians          | 1988      | co-présentatrice                                     |
| Touch the Sun: Top Enders      | 1988      | Elva                                                 |
| Until the End of the World     | 1991      | Maisie                                               |
| G.P.                           | 1992      | Dolly                                                |
| The Flying Doctors             | 1989-1992 | Bessie (1989)/magistrat Krum (1992)                  |
| Jindadee Lady                  | 1992      |                                                      |
| Heartland                      | 1994      | Millie Carmichael                                    |
| House Gang                     | 1996      | présidente de l'Australie                            |
| The Tower                      | 1997      | Louise                                               |
| The Violent Earth              | 1998      | Aunt Junie                                           |
| Farscape                       | 2000      | Altana                                               |
| Blue Heelers                   |           | Annie Baker                                          |
| MDA (en)                       | 2002      | Ruby McKinnon                                        |

## Prix et distinctions
- 1991 : médaille de l'Ordre d'Australie[8]
- 1999 : Red Ochre Award décerné par l'Australia Council for the Arts (en)[5],[6]